# Estación de Pinheiro
La Estación Ferroviaria de Pinero es una estación de la Línea del Sur que servía a la localidad de Pinero en el municipio de Alcázar del Sal, Portugal.

## Descripción
En el mes de enero de 2011 tenía dos vías de circulación, ambas con 542 metros de longitud. Los andenes tenían cuarenta centímetros de altura y veinticinco metros de longitud.

## Historia
El tramo entre Setúbal y Alcázar del Sal de la Línea del Sado, donde se encuentra esta estación, entró en servicio el 25 de mayo de 1920.